# Aviron aux Jeux de l'Empire britannique de 1938
Navigation
Édition 1930 Édition 1950
Aux Jeux de l'Empire britannique de 1938, la compétition d'aviron comportait quatre épreuves réservées aux hommes. Ainsi, ce sport est revenu au programme après huit ans. Dans l'épreuve de deux de couple se faisait uniquement sur invitation et à l'origine aucune médaille n'était décernée, mais ces médailles sont comptées de nos jours. L'équipe australienne a remporté le classement des médailles.

## Podiums
| Epreuve        | Or | Or     | Argent | Argent      | Bronze | Bronze      |
| -------------- | --- | ------ | --- | ----------- | --- | ----------- |
| Skiff          | Herb Turner (AUS) | 8:24   | Peter Jackson (ENG) |             | Robert Smith (NZL) |             |
| Deux de couple | Cecil Pearce et William Bradley (AUS) | 7:29.4 | Jack Offer et Dick Offer (ENG) |             | Gus Jackson et Robert Smith (NZL) |             |
| Quatre barré   | Australie Don Fraser Gordon Freeth Harry Kerr Jack Fisher Stewart Elder                                                                               | 7:16.8 | Nouvelle-Zélande Albert Hope George Burns John Rigby Ken Boswell Jim Clayton                                                              | +1.25 lgths | Canada Donald Davis James Temple James MacDonald Kenneth Jaggard Max Winkler                                                              | +0.75 lgths |
| Huit           | Angleterre Basil Beazley Desmond Kingsford John Sturrock John Burrough John Turnbull Peter Jackson Rhodes Hambridge J. Tim Turner William Reeve (cox) | 6:29   | Australie Joe Gould Alfred Gregory Ted Bromley Frank le Souef Gordon Yewers Richard Paramor William Godfrey Thomas Bill Dixon Doug Bowden | +0.75 lgths | Nouvelle-Zélande Gus Jackson Cyril Stiles Rangi Thompson Howard Benge John Charters Les Pithie Oswald Denison James Gould William Stodart | +2 lgths    |

### Tableau des médailles
| Place | Pays             | Médaille d'or | Médaille d'argent | Médaille de bronze | Total |
| ----- | ---------------- | ------------- | ----------------- | ------------------ | ----- |
| 1     | Australie        | 3             | 1                 | 0                  | 4     |
| 2     | Angleterre       | 1             | 2                 | 0                  | 3     |
| 3     | Nouvelle-Zélande | 0             | 1                 | 3                  | 4     |
| 4     | Canada           | 0             | 0                 | 1                  | 1     |